# Tuna (Småland)
Tuna is een plaats in de gemeente Vimmerby in het landschap Småland en de provincie Kalmar län in Zweden. De plaats heeft 249 inwoners (2005) en een oppervlakte van 28 hectare.

## Verkeer en vervoer
Door de plaats loopt de spoorlijn Hultsfred - Västervik.

## Geboren in Tuna
- Hjalmar Hammarskjöld (1862-1953), geleerde, politicus en premier van Zweden (1914-1917); vader van Dag Hammarskjöld